# Cirat
Cirat é um município da Espanha na província de Castelló, Comunidade Valenciana. Tem 41,1 km² de área e em 2021 tinha 211 habitantes (densidade: 5,1 hab./km²).

## Demografia
| Variação demográfica do município entre 1991 e 2004 | Variação demográfica do município entre 1991 e 2004 | Variação demográfica do município entre 1991 e 2004 | Variação demográfica do município entre 1991 e 2004 |
| --------------------------------------------------- | --------------------------------------------------- | --------------------------------------------------- | --------------------------------------------------- |
| 1991                                                | 1996                                                | 2001                                                | 2004                                                |
| 316                                                 | 302                                                 | 237                                                 | 281                                                 |